# ファンゲーム
ファンゲームは、特定の作品の愛好者によって制作されたビデオゲームである。ファンゲームは、ビデオゲームの作品・作品群を基にしているものが多い。 ファンゲームには、オリジナルとなるゲームのゲームデザイン・ゲームプレイ・キャラクターを複製またはリメイクしたもの、別の作品を雛形として独自に開発したものがみられる。最近は、コンピューターテクノロジーやオープンソースソフトウェアなどのツールの進歩により、高品質のファンゲームを簡単に制作できるようになった。ファンゲームは、ユーザー生成コンテンツとしても、レトロゲームブームの中の一部としても、リミックス文化の表れとしても扱うこともできる。

## ファンゲーム開発
ファンゲームは、独自のエンジンを備えたスタンドアローンのゲームと、他のエンジンにピギーバック（便乗）し既存のゲームを改変する形で開発されるものがある。スタンドアロンゲームは一般的に多くのユーザーが利用できるという利点があるが、開発が困難になり開発にかかる時間が長くなる場合がある。

### スタンドアロンゲーム
ファンゲームは、既存のツールやゲームエンジンを使用して開発されることが多い。 UnityエンジンやAdobe Flash、Game Maker、Construct、RPGツクール、Clickteam製品（The Games Factory、Multimedia Fusion 2等）などが用いられる。
ファンゲームの開発者は、無料のオープンソースゲームエンジン（ OGRE、Crystal Space、DarkPlaces、Spring等）を選択して使用し、商用の代替ゲームのライセンスを取得することなくファンがゲームを制作できるようにする。これらのエンジンは、オープンソースライセンスの条件内で変更および再設計される可能性があり、多くの場合で商用オプションよりも安価だが、開発者が追加の作業なくしてハイエンドの視覚効果を簡単に制作できるとは限らない。
ファンがC++などのプログラミング言語を使用してオリジナルのゲームエンジンをゼロから開発することも可能だが、既存のゲームを変更するよりもはるかに多くの時間と技術的能力を必要とする。例としては、ファンが作ったトータルアニヒレーションゲームとして始まったSpring Engineがある。 

### 既存のゲームへの変更
ファンゲームは、多くのゲームエンジンが提供する機能とソフトウェアを使用し、既存のゲームを変更したものとして開発されることがある。 Modは通常、原作のストーリーやゲームグラフィックに手を加えることをしない一方で、オリジナルの開発者が提供した現在のコンテンツを拡張する。多くの場合、既存のゲームを改造する方が、ファンゲームを最初から開発するよりも安価である。
まったく新しいゲームの開発は複雑であるため、ファンゲームは、元のゲームに付属しているか、他の場所ですぐに利用できる既存のツールを使用して作成されることがよくあります。 Unreal Tournament 2004やネヴァーウィンター・ナイツなどのゲームには、マップ編集およびスクリプトツールが付属しており、ファンは元のゲームに付属のエンジンを使用してModを開発できる。 Doomなどの古いゲームの中には、サポートが終了しているため、ソースコードがリリースされており、根本的な変更を行うことができるものもある。List of commercial video games with available source code.
改造のもう1つの形式は、SNESゲームなどの古いゲームのROMイメージを編集である。 Lunar Magicなどのプログラムを使用すると、ユーザーはROMイメージ内の既存のデータを変更したり、レベル、文字グラフィックス、またはプログラムで許可されているその他の側面を変更したりできる。通常はエミュレータで再生されるが、理論的には、これらの新しく編集されたROMイメージをフラッシュドライブと組み合わせて使用して、古いシステム用のカートリッジを実際に作成し、変更されたROMイメージを元のハードウェアで実行できるようにする。そのようなファンゲームの最近の例として、ゼルダの伝説 神々のトライフォースの称賛すべき非公式の続編としてレビュワー達に歓迎された、The Legend of Zelda: Parallel Worldsがある。   その他には、Legend of Zelda: Curse from the Outskirts、 Blaster Master: Pimp Your Ride、 Super Mario World - The Second Reality Project 2などがある。 
有名なファンの改造（たとえば、Counter-Strike、Day of Defeat、Pirates, Vikings and Knights II）は、ゲーム開発者（上記のすべての場合、Valve）によって採用され、既存のゲームに正式に追加される場合がある（ハーフライフ）。

## 開発の課題
ファンゲーム制作者の善意と献身にもかかわらず、多くのファンゲームの開発は放棄に終わる。このようにファンから開発者になった人たちが直面する法的な問題（法的な問題を参照）はともかく、個人がゲームを最初から最後まで開発しようとすると、多くの開発上の問題に直面することになる。これらの失敗には、開発経験、時間、リソース、資金、興味、スキルセットなどの不足が関係していることが多い。なお、開発されたゲームのうち、どの程度の割合で発売されていないかは不明である。
MOD（技術的には真のファンゲームではない）を除くと、完成・公開に成功したファンゲームの大半はアドベンチャーゲームである。この要因は、このジャンルが他のジャンルに比べて長い歴史を持っていることと、これらのゲームを作るための無料のサードパーティ製ツールやエンジンが多数利用可能であることにあると思われる。そしてなによりも、プロジェクトの開発中に遭遇したいかなる障害も克服するために、何年にもわたるコアなファングループの揺るぎない情熱が存在することにある。AGD インタラクティブ社のブリトニー・ブリムホール氏は、2001年に発売した「King's Quest I」のリメイク版について、「ゲームプロジェクトを始めるとき、多くの人はそれがどれほどの犠牲を必要とするか理解していないと思う。多くの人が物語を書いたり、アートワークを作ったりすることを楽しむ一方で、友人と交流したり、ビデオゲームで遊んだりできるときに、何百ページもの台詞を書いたり、100枚以上の絵を描いたりすることを楽しめない人がほとんどでしょう。」と述べている。

## 法的な問題

### 課題
ファンゲームは比較的低予算で開発されているため、コンソールシステムでファンゲームを利用できることはめったにない。ライセンス料は法外なものである。ただし、ライセンスのないファンゲームは、 Atari 2600 、 NES 、 SNES 、 Game Boyライン、SonyのPlayStation 、 PlayStation 2 、 PlayStation Portableなど、重要な自作シーンを備えたコンソールに搭載されることがある。

### 禁止措置
ファンゲームは著作権侵害であるとして禁止する企業もある。ファンゲームは、その定義からして著作物の無断使用であるため、元の著作権者はファンゲーム企画に対して停止を命じることができる。ファンゲームの多くは、音楽やグラフィックを元のゲームから直接引用している。
2005年末、ヴィヴェンディ・ユニバーサルが「King's Quest」のファンプロジェクト「King's Quest IX: Every Cloak Has A Silver Lining」を禁止したことが話題になった。1998年に発売された同シリーズを締めくくる非公式な続編として制作される予定だった。手紙のキャンペーンとファンの抗議の後、ヴィヴェンディはその決定を覆し、ゲームの制作を許可した。 交渉の一環として、開発者はタイトルから「King's Quest」を削除することを要求された。 逆に、2004年の「Chrono Resurrection」（「クロノ・トリガー」のリメイクデモ）の中止を求めるファンの抗議は、スクウェア・エニックスによる禁止措置に対して何の結果ももたらさなかった。 
任天堂は、知的財産（IP）の厳格な保護で有名であり 、スーパーマリオ64のHDリメイク 、  Another Metroid 2 Remake、 、No Mario's Skyのなど、多くの有名なファンゲームを禁止した。  任天堂はまた、「Pokenet」  やポケットモンスター ウラニウムなどの様々なポケモンのファンゲームを削除した。  
同様に、Spyro the DragonのファンゲームであるSpyro: Myths Awakenは、2018年9月にActivision（Spyro IPの現在の所有者）によって閉鎖され、その後Zeraとなった。元のコンテンツに置き換えられた。この法的措置の後、『Spyro 2: Spring Savanna』など他のファンメイドゲームも開発を中止している。以前にも2007年に、Piano Heroというオープンソースソフトウェアに対して、Activisionが停止命令書を送って法的措置をとり、Synthesiaという名前に変更されたことがある。
2021年、Rockstar Gamesの親会社であるTake-Two Interactiveが、ゲーム『Grand Theft Auto III』と『Grand Theft Auto: Vice City』をNintendo Switchなどの現代のプラットフォームでプレイできるようにするリバースエンジニアリングプロジェクト「re3」および「reVC」の作者を相手に訴訟を起こした。Take-Twoは、「GTAの派生ソースコードやゲームのオーディオビジュアル要素をコピー、翻案、配布する権利を保有していないことを十分認識しており、そのような行為は著作権侵害にあたる」と主張し、さらにこのプロジェクトが同社に「取り返しのつかない損害」を与えたと主張している。  
カプコンは、コードベロニカとオリジナルのバイオハザードのファンのリメイクを著作権の理由で中断しました。

### 公認と黙認
一方で、企業がファンゲームを推奨することもある。例えば、カプコンはPeter Sjöstrandによるファンゲーム『Mega Man 2.5D』を何度もコミュニティサイトで取り上げている。しかし、カプコンの上級副社長であるクリスチャン・スヴェンソン氏は、「法律上、ファンゲームを認可することはできないが、積極的にファンゲームを取り締まることもない」と述べている。 2012年、カプコンはSeo Zong Huiの「Street Fighter X Mega Man」を取り上げ、資金提供を行い、単なるファンゲームからフリーウェアのロックマンゲームとして公式にライセンスされるまでに昇格させた。 
2008年、クリスチャン・ホワイトヘッドは、『ソニック・ザ・ヘッジホッグ』のファンゲーム『Retro Sonic』で使用するために、「Retro Engine」と呼ばれる独自のゲームエンジンを作成した。ホワイトヘッドは、Retro Engine上で動作する『ソニック・ザ・ヘッジホッグCD』の概念実証のプロトタイプを開発し、セガに売り込んだ。 セガはこれを承認し、2年後にホワイトヘッドのエンジンを使ったフルリメイク版が発売された。 ホワイトヘッドはその後、同じファンプログラマーのサイモン・トムリーと共同で『ソニック・ザ・ヘッジホッグ』と『ソニック・ザ・ヘッジホッグ2』のモバイルリメイク版を開発し、最終的には、『ソニック・ザ・ヘッジホッグ』ファンコミュニティで活躍する人たちを開発チームに迎えて、完全新作の『ソニックマニア』を監督した。 
Skywindは、 The Elder Scrolls V：SkyrimのゲームエンジンでのThe Elder Scrolls III：Morrowind （2002）のファンリマスターである。ゲーム原盤の開発元であるベセスダ・ソフトワークス社から、プロジェクト有志に賛同の声が寄せられている。 リマスターチームには、アーティスト、作曲家、デザイナー、開発者、声優など、70名以上の有志が参加している。2014年11月には、リマスターの環境の半分、1万以上の新しい台詞、3時間のシリーズにちなんだサウンドトラックを完成させたと報告した。
2017年4月、ミグ・ペレスとジェフリー・モントーヤが『Castlevania: The Lecarde Chronicles 2』をリリースした。本作では、すべてのアセットと新しいサウンドトラックが追加され、『悪魔城ドラキュラ』でドラキュラを演じたダグラス・ライ、『悪魔城ドラキュラX 月下の夜想曲』のアルカード役のロバート・ベルグラードなど、公式の「悪魔城ドラキュラ」シリーズに出演した俳優が声優として参加している。コナミは、このゲームが非営利であることを条件として、発売を許可した。